# Anders Limpar
Anders Limpar (/ˈandɛʂ limpaˈr/; Solna, 24 settembre 1965) è un ex calciatore svedese, di ruolo centrocampista.

## Carriera

### Club
Cresciuto nelle file dell'IF Brommapojkarna, passò poi all'Örgryte IS di Göteborg, club che gli offrì il suo primo contratto da professionista.
Dopo due anni con l'Örgryte la sua prima esperienza all'estero nel Young Boys in Svizzera nel 1986 dove rimase per tre stagioni prima di approdare nella Cremonese per disputare con la maglia grigiorossa la stagione 1989-1990.

Limpar (a sinistra) affronta Matthäus durante -.

La sua militanza all'ombra del Torrazzo si risolse in un unico campionato con 24 presenze e 3 gol all'attivo, senza riuscire a salvare dalla retrocessione la compagine allenata da Tarcisio Burgnich.
La parentesi italiana comunque gli aprì le porte della Premier League inglese. Acquistato dall'Arsenal disputò in maglia biancorossa un torneo, quello 1990-1991, particolarmente positivo trascinando i Gunners alla conquista del titolo. Nello stesso anno venne eletto miglior calciatore svedese. Nel 1992, sempre con l'Arsenal, vinse la FA Cup. Nel 1994 passò all'Everton contribuendo alla salvezza della squadra di Liverpool portandola pure alla conquista della FA Cup. Conclusa la sua esperienza inglese nel Birmingham City, tornò in Svezia per disputare due campionati con l'AIK vincendo il campionato nel 1998 prima di volare oltreoceano e trasferirsi negli Stati Uniti per giocare nei Colorado Rapids dove rimase per due anni. Al termine dell'esperienza americana ritorna in patria, stavolta nel Djurgården.
Concluse la carriera all'età di 37 nel 2001 rivestendo la maglia dell'IF Brommapojkarna, la squadra dov'era cresciuto e della quale poi divenne anche allenatore.

### Nazionale
Con la Nazionale svedese conta 58 presenze e 6 gol.
Ottenne il terzo posto ai Mondiali 1994, in cui ha giocato solo la finale per il 3º posto contro la Bulgaria.

## Statistiche

### Cronologia presenze e reti in nazionale
| Cronologia completa delle presenze e delle reti in nazionale ― Svezia | Cronologia completa delle presenze e delle reti in nazionale ― Svezia | Cronologia completa delle presenze e delle reti in nazionale ― Svezia | Cronologia completa delle presenze e delle reti in nazionale ― Svezia | Cronologia completa delle presenze e delle reti in nazionale ― Svezia | Cronologia completa delle presenze e delle reti in nazionale ― Svezia | Cronologia completa delle presenze e delle reti in nazionale ― Svezia | Cronologia completa delle presenze e delle reti in nazionale ― Svezia |
| Data                                                                  | Città                                                                 | In casa                                                               | Risultato                                                             | Ospiti                                                                | Competizione                                                          | Reti                                                                  | Note                                                                  |
| --------------------------------------------------------------------- | --------------------------------------------------------------------- | --------------------------------------------------------------------- | --------------------------------------------------------------------- | --------------------------------------------------------------------- | --------------------------------------------------------------------- | --------------------------------------------------------------------- | --------------------------------------------------------------------- |
| 18-4-1987                                                             | Tbilisi                                                               | Unione Sovietica                                                      | 1 – 3                                                                 | Svezia                                                                | Amichevole                                                            | 1                                                                     |                                                                       |
| 24-5-1987                                                             | Göteborg                                                              | Svezia                                                                | 1 – 0                                                                 | Malta                                                                 | Qual. Euro 1988                                                       | -                                                                     |                                                                       |
| 3-6-1987                                                              | Stoccolma                                                             | Svezia                                                                | 1 – 0                                                                 | Italia                                                                | Qual. Euro 1988                                                       | -                                                                     | 87’                                                                   |
| 12-8-1987                                                             | Oslo                                                                  | Norvegia                                                              | 0 – 0                                                                 | Svezia                                                                | Amichevole                                                            | -                                                                     | 40’                                                                   |
| 26-8-1987                                                             | Solna                                                                 | Svezia                                                                | 1 – 0                                                                 | Danimarca                                                             | Amichevole                                                            | -                                                                     | 72’                                                                   |
| 23-9-1987                                                             | Solna                                                                 | Svezia                                                                | 0 – 1                                                                 | Portogallo                                                            | Qual. Euro 1988                                                       | -                                                                     | 74’                                                                   |
| 14-10-1987                                                            | Gelsenkirchen                                                         | Germania Ovest                                                        | 1 – 1                                                                 | Svezia                                                                | Amichevole                                                            | -                                                                     | 84’                                                                   |
| 14-11-1987                                                            | Napoli                                                                | Italia                                                                | 2 – 1                                                                 | Svezia                                                                | Qual. Euro 1988                                                       | -                                                                     | 65’                                                                   |
| 12-1-1988                                                             | Maspalomas                                                            | Germania Est                                                          | 0 – 1                                                                 | Svezia                                                                | Amichevole                                                            | -                                                                     |                                                                       |
| 15-1-1988                                                             | Maspalomas                                                            | Finlandia                                                             | 1 – 4                                                                 | Svezia                                                                | Amichevole                                                            | -                                                                     | Ammonizione                                                           |
| 27-4-1988                                                             | Solna                                                                 | Svezia                                                                | 4 – 1                                                                 | Galles                                                                | Amichevole                                                            | -                                                                     |                                                                       |
| 12-10-1988                                                            | Göteborg                                                              | Svezia                                                                | 0 – 0                                                                 | Portogallo                                                            | Amichevole                                                            | -                                                                     |                                                                       |
| 26-4-1989                                                             | Wrexham                                                               | Galles                                                                | 0 – 2                                                                 | Svezia                                                                | Amichevole                                                            | -                                                                     |                                                                       |
| 7-5-1989                                                              | Solna                                                                 | Svezia                                                                | 2 – 1                                                                 | Polonia                                                               | Qual. Mondiali 1990                                                   | -                                                                     |                                                                       |
| 16-6-1989                                                             | Copenaghen                                                            | Brasile                                                               | 1 – 2                                                                 | Svezia                                                                | Amichevole                                                            | -                                                                     | 60’                                                                   |
| 16-8-1989                                                             | Malmö                                                                 | Svezia                                                                | 2 – 4                                                                 | Francia                                                               | Amichevole                                                            | -                                                                     | 68’                                                                   |
| 6-9-1989                                                              | Solna                                                                 | Svezia                                                                | 0 – 0                                                                 | Inghilterra                                                           | Qual. Mondiali 1990                                                   | -                                                                     | 77’                                                                   |
| 8-10-1989                                                             | Solna                                                                 | Svezia                                                                | 3 – 1                                                                 | Albania                                                               | Qual. Mondiali 1990                                                   | -                                                                     |                                                                       |
| 11-4-1990                                                             | Algeri                                                                | Algeria                                                               | 1 – 1                                                                 | Svezia                                                                | Amichevole                                                            | -                                                                     |                                                                       |
| 25-4-1990                                                             | Stoccolma                                                             | Svezia                                                                | 4 – 2                                                                 | Galles                                                                | Amichevole                                                            | -                                                                     | Ammonizione                                                           |
| 27-5-1990                                                             | Solna                                                                 | Svezia                                                                | 6 – 0                                                                 | Finlandia                                                             | Amichevole                                                            | 1                                                                     | Ammonizione                                                           |
| 10-6-1990                                                             | Torino                                                                | Brasile                                                               | 2 – 1                                                                 | Svezia                                                                | Mondiali 1990 - 1º turno                                              | -                                                                     |                                                                       |
| 16-6-1990                                                             | Genova                                                                | Svezia                                                                | 1 – 2                                                                 | Scozia                                                                | Mondiali 1990 - 1º turno                                              | -                                                                     |                                                                       |
| 26-9-1990                                                             | Solna                                                                 | Svezia                                                                | 2 – 0                                                                 | Bulgaria                                                              | Amichevole                                                            | -                                                                     |                                                                       |
| 1-5-1991                                                              | Stoccolma                                                             | Svezia                                                                | 6 – 0                                                                 | Austria                                                               | Amichevole                                                            | -                                                                     |                                                                       |
| 5-6-1991                                                              | Stoccolma                                                             | Svezia                                                                | 2 – 2                                                                 | Colombia                                                              | Amichevole                                                            | -                                                                     | 46’                                                                   |
| 8-8-1991                                                              | Oslo                                                                  | Norvegia                                                              | 1 – 2                                                                 | Svezia                                                                | Amichevole                                                            | 1                                                                     | 64’                                                                   |
| 4-9-1991                                                              | Solna                                                                 | Svezia                                                                | 4 – 3                                                                 | Jugoslavia                                                            | Amichevole                                                            | 1                                                                     |                                                                       |
| 9-10-1991                                                             | Lucerna                                                               | Svizzera                                                              | 3 – 1                                                                 | Svezia                                                                | Amichevole                                                            | -                                                                     | 71’                                                                   |
| 22-4-1992                                                             | Tunisi                                                                | Tunisia                                                               | 0 – 1                                                                 | Svezia                                                                | Amichevole                                                            | -                                                                     |                                                                       |
| 27-5-1992                                                             | Stoccolma                                                             | Svezia                                                                | 2 – 1                                                                 | Ungheria                                                              | Amichevole                                                            | -                                                                     | 67’                                                                   |
| 10-6-1992                                                             | Solna                                                                 | Svezia                                                                | 1 – 1                                                                 | Francia                                                               | Euro 1992 - 1º turno                                                  | -                                                                     |                                                                       |
| 14-6-1992                                                             | Solna                                                                 | Svezia                                                                | 1 – 0                                                                 | Danimarca                                                             | Euro 1992 - 1º turno                                                  | -                                                                     | 90’                                                                   |
| 17-6-1992                                                             | Solna                                                                 | Svezia                                                                | 2 – 1                                                                 | Inghilterra                                                           | Euro 1992 - 1º turno                                                  | -                                                                     | 46’                                                                   |
| 21-6-1992                                                             | Solna                                                                 | Svezia                                                                | 2 – 3                                                                 | Germania                                                              | Euro 1992 - Semifinale                                                | -                                                                     | 59’                                                                   |
| 26-8-1992                                                             | Oslo                                                                  | Norvegia                                                              | 2 – 2                                                                 | Svezia                                                                | Amichevole                                                            | -                                                                     | 54’                                                                   |
| 9-9-1992                                                              | Helsinki                                                              | Finlandia                                                             | 0 – 1                                                                 | Svezia                                                                | Qual. Mondiali 1994                                                   | -                                                                     |                                                                       |
| 7-10-1992                                                             | Solna                                                                 | Svezia                                                                | 2 – 0                                                                 | Bulgaria                                                              | Qual. Mondiali 1994                                                   | -                                                                     |                                                                       |
| 11-11-1992                                                            | Ramat Gan                                                             | Israele                                                               | 1 – 3                                                                 | Svezia                                                                | Qual. Mondiali 1994                                                   | 1                                                                     | 51’                                                                   |
| 15-4-1993                                                             | Budapest                                                              | Ungheria                                                              | 0 – 2                                                                 | Svezia                                                                | Amichevole                                                            | -                                                                     | 49’ 58’                                                               |
| 11-8-1993                                                             | Borås                                                                 | Svezia                                                                | 1 – 1                                                                 | Svizzera                                                              | Amichevole                                                            | -                                                                     |                                                                       |
| 22-8-1993                                                             | Solna                                                                 | Svezia                                                                | 1 – 1                                                                 | Francia                                                               | Qual. Mondiali 1994                                                   | -                                                                     | 79’                                                                   |
| 8-9-1993                                                              | Sofia                                                                 | Bulgaria                                                              | 1 – 1                                                                 | Svezia                                                                | Qual. Mondiali 1994                                                   | -                                                                     |                                                                       |
| 13-10-1993                                                            | Solna                                                                 | Svezia                                                                | 3 – 2                                                                 | Finlandia                                                             | Qual. Mondiali 1994                                                   | -                                                                     |                                                                       |
| 18-2-1994                                                             | Miami                                                                 | Colombia                                                              | 0 – 0                                                                 | Svezia                                                                | Joe Robbie Cup                                                        | -                                                                     | Ammonizione                                                           |
| 20-2-1994                                                             | Miami                                                                 | Stati Uniti                                                           | 1 – 3                                                                 | Svezia                                                                | Joe Robbie Cup                                                        | -                                                                     | 58’                                                                   |
| 24-2-1994                                                             | Fresno                                                                | Messico                                                               | 2 – 1                                                                 | Svezia                                                                | Amichevole                                                            | -                                                                     |                                                                       |
| 20-4-1994                                                             | Wrexham                                                               | Galles                                                                | 0 – 2                                                                 | Svezia                                                                | Amichevole                                                            | -                                                                     | 60’                                                                   |
| 26-5-1994                                                             | Copenaghen                                                            | Danimarca                                                             | 1 – 0                                                                 | Svezia                                                                | Amichevole                                                            | -                                                                     | 46’                                                                   |
| 5-6-1994                                                              | Stoccolma                                                             | Svezia                                                                | 2 – 0                                                                 | Norvegia                                                              | Amichevole                                                            | -                                                                     | 89’                                                                   |
| 12-6-1994                                                             | Mission Viejo                                                         | Romania                                                               | 1 – 1                                                                 | Svezia                                                                | Amichevole                                                            | -                                                                     | 46’                                                                   |
| 16-7-1994                                                             | Pasadena                                                              | Svezia                                                                | 4 – 0                                                                 | Bulgaria                                                              | Mondiali 1994 - Finale 3º posto                                       | -                                                                     | 79’                                                                   |
| 1-6-1995                                                              | Malmö                                                                 | Svezia                                                                | 1 – 1                                                                 | Islanda                                                               | Qual. Euro 1996                                                       | -                                                                     | 51’                                                                   |
| 9-5-1996                                                              | Helsingborg                                                           | Svezia                                                                | 2 – 1                                                                 | Slovacchia                                                            | Amichevole                                                            | -                                                                     | 74’                                                                   |
| 16-5-1996                                                             | Seul                                                                  | Corea del Sud                                                         | 0 – 2                                                                 | Svezia                                                                | Amichevole                                                            | 1                                                                     |                                                                       |
| 1-6-1996                                                              | Solna                                                                 | Svezia                                                                | 5 – 1                                                                 | Bielorussia                                                           | Qual. Mondiali 1998                                                   | -                                                                     |                                                                       |
| 14-8-1996                                                             | Göteborg                                                              | Svezia                                                                | 0 – 1                                                                 | Danimarca                                                             | Amichevole                                                            | -                                                                     |                                                                       |
| 1-9-1996                                                              | Riga                                                                  | Lettonia                                                              | 1 – 2                                                                 | Svezia                                                                | Qual. Mondiali 1998                                                   | -                                                                     | 81’                                                                   |
| Totale                                                                |                                                                       | Presenze                                                              | 58                                                                    |                                                                       | Reti                                                                  | 6                                                                     |                                                                       |

| Cronologia completa delle presenze e delle reti in nazionale ― Svezia olimpica | Cronologia completa delle presenze e delle reti in nazionale ― Svezia olimpica | Cronologia completa delle presenze e delle reti in nazionale ― Svezia olimpica | Cronologia completa delle presenze e delle reti in nazionale ― Svezia olimpica | Cronologia completa delle presenze e delle reti in nazionale ― Svezia olimpica | Cronologia completa delle presenze e delle reti in nazionale ― Svezia olimpica | Cronologia completa delle presenze e delle reti in nazionale ― Svezia olimpica | Cronologia completa delle presenze e delle reti in nazionale ― Svezia olimpica |
| Data                                                                           | Città                                                                          | In casa                                                                        | Risultato                                                                      | Ospiti                                                                         | Competizione                                                                   | Reti                                                                           | Note                                                                           |
| ------------------------------------------------------------------------------ | ------------------------------------------------------------------------------ | ------------------------------------------------------------------------------ | ------------------------------------------------------------------------------ | ------------------------------------------------------------------------------ | ------------------------------------------------------------------------------ | ------------------------------------------------------------------------------ | ------------------------------------------------------------------------------ |
| 17-9-1988                                                                      | Daegu                                                                          | Svezia olimpica                                                                | 2 – 2                                                                          | Tunisia olimpica                                                               | Olimpiadi 1988 - 1º turno                                                      | -                                                                              | 85’                                                                            |
| 19-9-1988                                                                      | Daegu                                                                          | Cina olimpica                                                                  | 0 – 2                                                                          | Svezia olimpica                                                                | Olimpiadi 1988 - 1º turno                                                      | -                                                                              |                                                                                |
| 21-9-1988                                                                      | Daegu                                                                          | Svezia olimpica                                                                | 2 – 1                                                                          | Germania olimpica                                                              | Olimpiadi 1988 - 1º turno                                                      | -                                                                              |                                                                                |
| 25-9-1988                                                                      | Daegu                                                                          | Svezia olimpica                                                                | 1 – 2 dts                                                                      | Italia olimpica                                                                | Olimpiadi 1988 - Quarti di finale                                              | -                                                                              | 4’ 23’                                                                         |
| Totale                                                                         |                                                                                | Presenze                                                                       | 4                                                                              |                                                                                | Reti                                                                           | 0                                                                              |                                                                                |

## Palmarès

### Club

#### Competizioni nazionali
- Campionato inglese: 1

Arsenal: 1990-1991
- Coppa di Lega inglese: 1

Arsenal: 1992-1993
- Coppa d'Inghilterra: 2

Arsenal: 1992-1993
Everton: 1994-1995
- Charity Shield: 1

Everton: 1995
- Campionato svedese: 1

AIK: 1997-1998

### Individuale
- Guldbollen:1

1991